# Liste der Erinnerungsbänder in Augsburg
Die Liste der Erinnerungsbänder in Augsburg enthält alle Erinnerungsbänder, die im Rahmen des „Augsburger Wegs“ der Erinnerungskultur in Augsburg angebracht wurden. Mit ihnen soll an die Augsburger Opfer des Nationalsozialismus erinnert werden.
Die ersten beiden Erinnerungsbänder wurden am 4. Mai 2017 von der Erinnerungswerkstatt Augsburg für fünf Opfer installiert. Am 28. und 29. Juni 2017 wurden fünf weitere Erinnerungsbänder angebracht. Weitere drei Erinnerungsbänder wurden am 10. November 2017 und zwei Erinnerungsbänder am 18. Mai 2017 installiert. Damit erinnern 12 Erinnerungsbänder an Opfer des Nationalsozialismus.

## Erinnerungsbänder
| Bild | Inschrift | Adresse                  | Kurzbiographie | Aufstelldatum     |
| ---- | --- | ------------------------ | --- | ----------------- |
|      | Hier lebten Franz Reinhardt geboren am 5.1.1898 in Gerolfingen / Bayern ermordet am 10.8.1943 in Auschwitz Maria Reinhardt geboren am 15.5.1894 in Münchsdorf / Bayern deportiert in die Konzentrationslager Ravensbrück und Buchenwald verschollen Ferdinand Reinhardt geboren am 12.1.1923 in Breitenbrunn / Unterallgäu ermordet am 3.11.1943 in Auschwitz Marie Reinhardt geboren am 11.2.1924 in Höchstädt a.d. Donau ermordet am 13.1.1944 in Auschwitz | Donauwörther Straße 90 · | Biografie Franz Reinhardt Biografie Maria Reinhardt Biografie Ferdinand Reinhardt Biografie Marie Reinhardt | 4. Mai 2017       |
|      | Hier lebte Josef Prantl geboren am 25.6.1913 in Unterbachern bei Dachau hingerichtet am 17.4.1944 im Zuchthaus Brandenburg/Havel | Stadtbachstraße 9 ·      | Biografie Josef Prantl | 4. Mai 2017       |
|      | Hier lebten Dr. Paul Englaender geboren am 4.7.1884 in Jarotschin / Polen Hedwig Englaender geb. Steinfeld geboren am 4.8.1891 in Augsburg Gemeinsam gingen sie am 7.3.1943 in den Freitod | Annastraße 6 ·           | Biografie Dr. Paul Englaender Biografie Hedwig Englaender geb. Steinfeld | 28. Juni 2017     |
|      | Hier lebten Hugo Steinfeld geboren am 20.11.1864 in Rinteln / Niedersachsen Karolina Steinfeld geb. Heilbronner geboren am 3.12.1869 in Zweibrücken / Rheinland-Pfalz Gemeinsam gingen sie hier am 6.11.1941 in den Freitod 1943 wählen hier auch Paul und Hedwig Englaender Julius und Anna Guggenheimer Louis Karl und Erna Kohn sowie Ludwig und Selma Friedmann den Freitod | Bahnhofstraße 18 1/5 ·   | Biografie Hugo Steinfeld Biografie Karolina Steinfeld | 28. Juni 2017     |
|      | Hier lebten Isak Einstein geboren am 7.3.1884 in Kriegshaber Ida Einstein geb. Schlossberger geboren am 1.6.1890 in Unterdeufstetten/Baden-Württemberg Moriz Einstein geboren am 9.11.1886 in Kriegshaber Lydia Einstein geboren am 5.1.1900 in Lembsheim/Rheinland-Pfalz gemeinsam am 8/9.3.1943 nach Auschwitz deportiert verschollen Hier lebten Max Einstein geboren am 21.2.1876 in Kriegshaber Johanna Einstein geb. Stern geboren am 15.2.1882 in Körbecke/Nordrhein-Westfalen Heinrich Einstein geboren am 10.10.1878 in Kriegshaber gemeinsam am 2.4.1942 nach Piaski deportiert verschollen | Ulmer Straße 185 ·       | Biografie Max Einstein Biografie Johanna Einstein geb. Stern Biografie Lydia Einstein geb. Seligman Biografie Moriz Einstein Biografie Heinrich Einstein Biografie Isak Einstein Biografie Siegbert Einstein Biografie Ida Einstein geb. Schlossberger | 28. Juni 2017     |
|      | Hier lebten Hermann Einstein geboren am 1.8.1880 in Kriegshaber Mina Einstein geb. Schlossberger geboren am 1.3.1889 in Unterdeufstetten / Baden-Württemberg gemeinsam am 8./9.3.1943 nach Auschwitz deportiert verschollen | Ulmer Straße 139 ·       | Biografie Hermann Einstein Biografie Mina Einstein geb. Schlossberger | 29. Juni 2017     |
|      | Hier lebte Camilla Einstein geb. Stern geboren am 18.3.1880 in Schwanfeld / Bayern am 2.4.1942 nach Piaski deportiert verschollen | Ulmer Straße 121 ·       | Biografie Camilla Einstein geb. Stern | 29. Juni 2017     |
|      | Hier lebten Dr. Julius Raff geboren am 9.3.1868 in Göppingen / Baden-Württemberg gestorben am 12.11.1942 in Theresienstadt Paula Raff geb. Baruch geboren am 18.1.1880 in Hechingen / Baden-Württemberg am 5.8.1942 mit ihrem Mann nach Theresienstadt deportiert 1944 ermordet in Auschwitz | Frohsinnstraße 21 ·      | Biografie Dr. Julius Raff Biografie Paula Raff | 10. November 2017 |
|      | Hier lebte Liberat Hotz geboren am 17.1.1887 in Augsburg ermordet am 4.5.1943 in Auschwitz | Lindenstraße 5 ·         | Biografie Liberat Hotz | 10. November 2017 |
|      | Hier lebten Sofia Anna Winter geboren am 14.3.1917 in Stuttgart ermordet am 13.5.1944 in Auschwitz Rupert Winter geboren am 26.3.1897 in Gnotzheim/Bayern ermordet am 1.7.1943 in Auschwitz Gabriel Winter geboren am 9.5.1937 in Augsburg ermordet 1943 oder 1944 in Auschwitz Karl Winter geboren am 17.3.1940 in Augsburg ermordet 1944 in Auschwitz Roswitha Winter geboren am 14.1.1942 in Augsburg ermordet am 24.4.1943 in Auschwitz | Donauwörther Straße 83 · | Biografie Sofia Anna Winter Biografie Gabriel Winter Biografie Karl Winter Biografie Roswitha Winter Biografie Rupert Winter | 10. November 2017 |
|      | Hier lebte Maria Bernheim geb. Nathan geboren am 27.7.1873 in Ulm am 4.6.1942 nach Theresienstadt deportiert dort am 14.1.1944 gestorben | Frölichstraße 10 1/2 ·   | Biografie Maria Bernheim geb. Nathan | 18. Mai 2018      |
|      | Hier lebte Wolfgang Bernheim geboren am 7.5.1923 in Augsburg am 26.8.1942 in Vaals / NL verhaftet am 28.8.1942 aus dem Lager Westerbork / NL deportiert ermordet im Zwangsarbeitslager Sakrau im Oktober/November 1942 | Stephansplatz 6 ·        | Biografie Wolfgang Bernheim | 18. Mai 2018      |
|      | | Hochfeldstraße 2 ·       | Biografie Grete Arnold, geb. Landauer Biografie Arthur Arnold | 7. September 2018 |
|      | | Völkstraße 33 ·          | Biografie Cilli Herrmann, geb. Stern Biografie Josef Herrmann Biografie Trude Herrmann Biografie Margot Herrmann | 23. Januar 2019   |
|      | | Peutingerstraße 5 ·      | Biografie Dr. Adam Birner | 23. Januar 2019   |
|      | | Ulmer Straße 228 ·       | Biografie Paula Zebrak Biografie Josef Zebrak Biografie Jenny Zebrak, geb. Slon Biografie Hedwig Zebrak Biografie Rosa Zebrak | 12. Februar 2019  |